# Ida Ou Gougmar
 (décembre 2015).
Ida Ou Gougmar (en amazigh : Id aw Gugmar) est une commune rurale de la province de Tiznit, dans la région de Souss-Massa, au Maroc. Elle ne dispose pas de centre urbain mais a pour chef-lieu le village de Tlat Ida Ou Gougmar.
La commune rurale d'Ida Ou Gougmar est le chef-lieu du caïdat du même nom, lui-même situé au sein du cercle d'Anezi.

## Démographie
Elle a connu, de 1994 à 2004 (années des derniers recensements), une baisse de population, passant de 8 482 à 8 170 habitants.